# Krystyna z Prawdziców
Krystyna z Prawdziców – rzekoma żona Władysława Hermana, będąca w rzeczywistości wymysłem XIX-wiecznych historyków. Samą postać „wymyślił” Joachim Lelewel, zaś imię Krystyna nadał jej Jan Wagilewicz.
Według niego żona Władysława miała być Polką i pochodzić z rodu Poraj lub Prawdziców oraz być matką syna Władysława, Zbigniewa. W rzeczywistości na temat matki Zbigniewa wiadomo tylko tyle, że była Polką. Do dziś trwa dyskusja, czy była pierwszą żoną, czy nałożnicą Władysława Hermana.